# Дмитрово (Козловське сільське поселення, Конаковський район)
Дмитрово (рос. Дмитрово) — присілок в Конаковському районі Тверської області Російської Федерації.
Населення становить 6 осіб. Входить до складу муніципального утворення Козловське сільське поселення.

## Історія
Від 2005 року входить до складу муніципального утворення Козловське сільське поселення.

## Населення
| 2008 | 2010 |
| ---- | ---- |
| 20   | ↘6   |